# Ainhoa Cantalapiedra
Ainhoa Cantalapiedra Cuñado (Galdácano, Vizcaya, 25 de septiembre de 1980), conocida simplemente como Ainhoa Cantalapiedra o Ainhoa, es una cantante y compositora española. Saltó a la fama en 2002 al ganar la segunda edición de Operación Triunfo. En 2014 presentó Eres tú, sencillo de su cuarto trabajo discográfico. En 2022 concursó en Supervivientes, dónde fue la tercera expulsada de la edición.

## Trayectoria profesional

### Juventud e inicios
Su pasión por la música empezó a una temprana edad. Pronto empezaría a tocar la guitarra y a dar lecciones de piano. Durante cinco años cantó en distintos grupos y participó en festivales de su localidad. Paralelamente comenzó a estudiar Magisterio de Educación Física y pretendía estudiar fisioterapia después. Los cástines de la segunda edición del programa Operación Triunfo se cruzaron en su camino.
En su edición concursaron junto a ella otros populares artistas como Vega, Manuel Carrasco, Beth, Hugo Salazar o Elena Gadel, entre otros. Ainhoa fue la ganadora del programa. La gala final en la que se proclamó vencedora tuvo una audiencia de más de 10 millones de espectadores. Su triunfo fue el minuto de oro de la gala final y es también uno de los más vistos en la historia del programa. Gracias a ello consiguió un contrato para iniciar su carrera musical de la mano de la discográfica barcelonesa Vale Music. Academia de Artistas gestionaba el área de management, igual que para otros concursantes del programa.
Durante el programa participó en los discos de las galas y en el álbum del concurso precedido del sencillo La fuerza de la vida. Poco tiempo después de ganar hizo un dúo con Gisela para el álbum Generación OT, interpretando Knock on Wood.

### 2003-2004:Esencia natural
En 2003 salió a la venta su debut en solitario Esencia natural. Debutó en la cuarta posición del top 100 álbumes de Promusicae con Disco de Oro por 50.000 copias permaneciendo once semanas en lista. Su primer sencillo fue el tema Acéptame así del cual llega al puesto veintidós de Los 40 Principales permaneciendo cinco semanas en lista. El álbum estuvo producido por Emilio Estefan y contó con colaboraciones de Jon Secada, Gian Marco o Shakira. Incluye una composición de la propia Ainhoa.
En el verano 2003, la vizcaína debía haber iniciado una gira para presentar su álbum al público español, sin embargo un accidente de tráfico, le obligó a suspender los conciertos. Tiempo después reanudó su promoción con el segundo sencillo El amor me está llamando.
En noviembre de 2003 partió por primera vez a Latinoamérica. Estuvo de promoción en Puerto Rico. Ahí realizó un concierto de bienvenida a la Navidad ante la mirada de cuatro millones de personas. Después, continuó su promoción por España con su tercer sencillo Decídete. En ese punto realiza conciertos intimistas e inicia la preparación de su segundo trabajo discográfico con Vale Music.
El Ayuntamiento de su pueblo natal le otorgó la I Medalla de Oro de la ciudad en 2003.
En 2004 probó suerte poniéndole voz a la banda sonora de GLUP, un film infantil en euskera, catalán y castellano estrenado en abril. En el verano de 2004 ofreció conciertos y viajó a Puerto Rico. donde participó en el Festival Internacional de la Bahía en San Juan. Ahí fue galardonada con el premio Garita.

### 2004-2006:Mi tiempo roto
En octubre de 2004, Ainhoa regresó al mercado con su segundo disco, Mi tiempo roto. Fue un disco de corte pop rock. El disco es la fotografía de como se rompió su tiempo a partir del accidente, y como fue recogiendo los cristales poco a poco...
Producido por Pablo Pinilla (productor de David Bustamante y otros artistas), en él participa con tres canciones compuestas por ella. El sencillo Seguiré estando yo fue su carta de presentación. Mientras Ainhoa promocionaba el sencillo en España, un accidente de tráfico volvió a frenar su carrera. En este caso tuvieron que operarle el tabique nasal por dificultades respiratorias. La promoción tuvo que parar varias semanas y más tarde, en diciembre la retomó. Salir corriendo, un tema pop-rock fue su segundo sencillo.
En 2005 rompió su contrato con Academia de artistas (su agencia de management) e inició una nueva etapa en su carrera artística. Durante varios meses desapareció de los medios de comunicación. Su nueva agencia fue la también barcelonesa Representarte. A principios del 2006 finalizó su contrato discográfico con Vale Music de mutuo acuerdo por intereses de ambas partes.

### 2007-2009:Imperfecta
A principios de 2007 inicia la redacción de un blog de Internet en el que escribe sobre el proceso de producción y grabación de su siguiente trabajo. En diciembre de 2007 firma con la editorial Universal Publishing la administración de sus canciones.
En febrero de 2008 se publica Imperfecta. de una manera poco habitual: el disco es descargable gratuitamente desde su página web y la promoción no se centra en un sencillo. Cada mes se plantea disfrutar de un vídeo y fotos exclusivas en la página web para un tema del álbum, en total 11 temas.
Compuesto íntegramente por Ainhoa, fue grabado durante el 2007 entre Madrid, Barcelona y Londres, con la producción de Marc Parrot. My prisoner es su primer sencillo.
Ainhoa recibe un premio Garamond en la II Edición de los Premios Nacionales de la Música.
Se realizan con el sistema de descarga más de 30.000 descargas autorizadas en su página web. La cantante decidió así publicar su tercer disco en formato físico. En abril de 2009 es distribuido en edición limitada en Fnac y posteriormente en El Corte Inglés.

### 2010: Preselección Eurovisión TVE
La cantante intentó representar a España en el Festival de Eurovisión 2010 con el tema Volveré, letra escrita por la propia Ainhoa. Se clasificó para la fase final en una gala de La 1, tras quedar entre los diez primeros en las votaciones de la web (décima) con un total de 179.912 votos.
En el programa especial Destino Oslo de La 1 que se celebró el 22 de febrero de 2010, actuó en segundo lugar y por votación del jurado y del público quedó en la séptima posición con 49 puntos (24 del jurado y 25 del público). El espacio fue seguido por el 15,6% tras seducir a 2.630.000 espectadores.

### 2010-2011: Gira Cadena 100 y colaboraciones
Ainhoa entró a formar parte de la gira La máquina del tiempo que Cadena 100 organiza anualmente en motivo de su programa diario de radio. En ella rememoran los números 1 de los últimos 25 años y las canciones más famosas de leyendas del pop como Cher, Madonna, Michael Jackson, Coldplay, Shakira... entre muchos otros.
Ese mismo año colabora como vocalista con el DJ Wally López. Fue colaboradora de un programa de TeleBilbao. En él realizaba una sección relacionada con Internet. También formó parte del elenco de cantantes del programa ¡Qué tiempo tan feliz! en Telecinco.
Asimismo formó parte del ciclo de conciertos acústicos Vivas. Colaboró en el primer sencillo del grupo JARE (Ilargi Berria). Ainhoa colabora a partir de verano de 2011 junto a la DJ Liz Mugler en el proyecto Superwomen.

### 2011:Revolution
En julio de 2011 inició la grabación de un nuevo sencillo de la mano de Bruno Nicolás y Kiko Rodríguez (productores de Natalia, Snoop Dogg o Juan Magán, entre otros). El tema llevó por nombre Revolution. Esta canción pop electrónica y alternativa fue lanzada en iTunes. Las fotografías del sencillo las llevó a cabo Salva Musté (fotógrafo de Edurne o Soraya Arnelas). El tema fue número 1 en iTunes música electrónica una semana.

### 2012-2013:Miedo
Durante el verano de 2012 regresa a Latinoamérica con una gira benéfica bajo el nombre Uniendo Fronteras. Esta pasó por Ecuador, Colombia o Miami, entre otros.
En agosto de ese año sale a la venta el segundo sencillo del que sería su cuarto trabajo discográfico. Miedo es el título del tema y para él nuevamente graba un videoclip. 
Producido por Jagoba Ormaetxea, en el regresa al pop. Posteriormente realiza una gira de conciertos por todo el país.

### 2014 - 2020:ADN
En 2014 inicia un proyecto de micromecenazgo vía Internet gracias al que consigue una generosa aportación de seguidores y mecenas para su música. Esta ayuda posibilita en gran medida la consecución de la grabación de su cuarto disco de estudio. En octubre de 2014 sale a la venta el sencillo Eres tú. El álbum está producido por Pablo Navarro.
En septiembre del mismo año la artista participa en el homenaje a Operación triunfo realizado en el programa de T con T de TVE.
Participa en el tributo a Julio Jaramillo del cantante ecuatoriano Daniel Páez con el dueto Nuestro juramento.
En 2016 firma con Televisa Music Publishing en México. Sus nuevas canciones Eres tú, Recuérdame, Libre o Te busco suenan en la telenovela A que no me dejas. La empresa L'Oreal México la esponsoriza para la firma que realizó en Televisa.
Sin ser lanzados como singles oficiales, los temas Nada es Imposible y Recuérdame contaron con videoclip oficial.
En 2018 lanza una balada universal titulada Dices, que no se incluye en ADN y se convierte en el aperitivo del futuro álbum.
Durante el confinamiento de 2020, sigue componiendo, crea un espacio en su canal de Youtube con consejos de salud vocal y escribe el prólogo del libro La calma luchada de Sergio Bero publicado por Editorial Dos Bigotes. Desde finales del mismo año graba entre México y España los nuevos temas de su próximo disco.

### 2022:Supervivientes
El 3 de abril de 2022, el programa de Telecinco, Viva la vida confirmó su fichaje para ser unas de las concursantes del reality de supervivencia. 

Tras 31 días en el concurso, se convirtió en la tercera expulsada tras tres nominaciones consecutivas y tras diez días como "Parásito" en Playa Paraíso.

## Discografía

### Álbumes de estudio
| Álbum                  | Detalles |
| ---------------------- | --- |
| Esencia natural        | - Fecha lanzamiento: 7 de julio de 2003 - Discográfica: Vale Music - Formato: CD, Digital - Top 100 álbumes de Promusicae: 4 - Certificación por Promusicae: Disco de Oro |
| Mi tiempo roto         | - Fecha de lanzamiento: 19 de octubre de 2004 - Discográfica: Vale Music - Formato: CD, Digital - Top 100 álbumes de Promusicae: 20                                       |
| Imperfecta             | - Fecha de lanzamiento: 13 de abril de 2009 - Discográfica: Independiente - Formato: CD, Digital                                                                          |
| ADN                    | - Fecha de lanzamiento: 16 de diciembre de 2014 - Discográfica: Independiente - Formato: CD, Digital                                                                      |
| Arrastrando un cadáver | - Fecha de lanzamiento: 24 de junio de 2025 - Discográfica: Independiente - Formato: CD, Digital                                                                          |

### Sencillos
- 2003: Acéptame así
- 2003: El amor me está llamando
- 2004: Decídete
- 2004: Seguiré estando yo
- 2004: Salir corriendo
- 2008: My Prisioner
- 2008: Hasta el final
- 2008: Crece
- 2008: Estás aquí
- 2008: Recuérdame
- 2010: Volveré
- 2010: Volveré (segunda versión)
- 2011: Ilargi Berria (colaboración con Jarre)
- 2011: Juguetes Rotos (colaboración con Enrique Ramil)
- 2011: Revolution
- 2012: Miedo
- 2013: Trusting Yourself (colaboración con Paul Doser y K-Style)
- 2014: Eres tú
- 2015: Just another day
- 2018: Dices
- 2022: Tú
- 2023: Arrastrando un cadáver
- 2023: Me faltas tú
- 2024: Muérete ya